# Вулиця Левка Лук'яненка (Дніпро)
Вулиця Левка Лук'яненка — вулиця на Горі у Соборному районі міста Дніпро.
Названа на честь українського політичного діяча та Героя України Левка Лук'яненка.
Вулиця пряма, розташована на плато (Соборної) Гори, переважно рівнинна, з невеликим похилом від вулиці Чернишевського до вулиці Гусенка.
Довжина вулиці — 920 м.

## Історія
Носила назву — Часова вулиця, або Тимчасова вулиця (рос. Временная улица ще на мапі за 1910 рік. На мапі за 1'913 рік перейменована на честь російського поета, автора російського імперського гімну «Боже Царя храни!» Василя Жуковського.

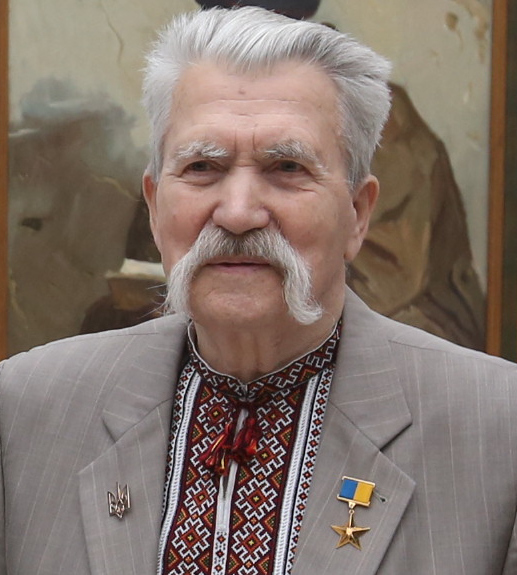
Левко Лук'яненко

Між вулицями Нагірна (тепер Паторжинського) й Влучна (тепер Чернишевського) на правій стороні вулиці була відкрита площа — майдан Абрамовича, на якому був розташований військовий Хрестовоздвиженський собор, яка у 1930 році віддана під забудову Дніпропетровського інженерно-будівельного інституту. 
22 лютого 2023 року вулицю Жуковського перейменували на вулицю Левка Лук'яненка.

## Перехресні вулиці
Вулиця Левка Лук'яненка є продовженням вулиці Володимира Винниченка, що розташована на іншій, північній стороні проспекту Яворницького. Від проспекту Яворницького йде на південний захід до вулиці Гусенка.

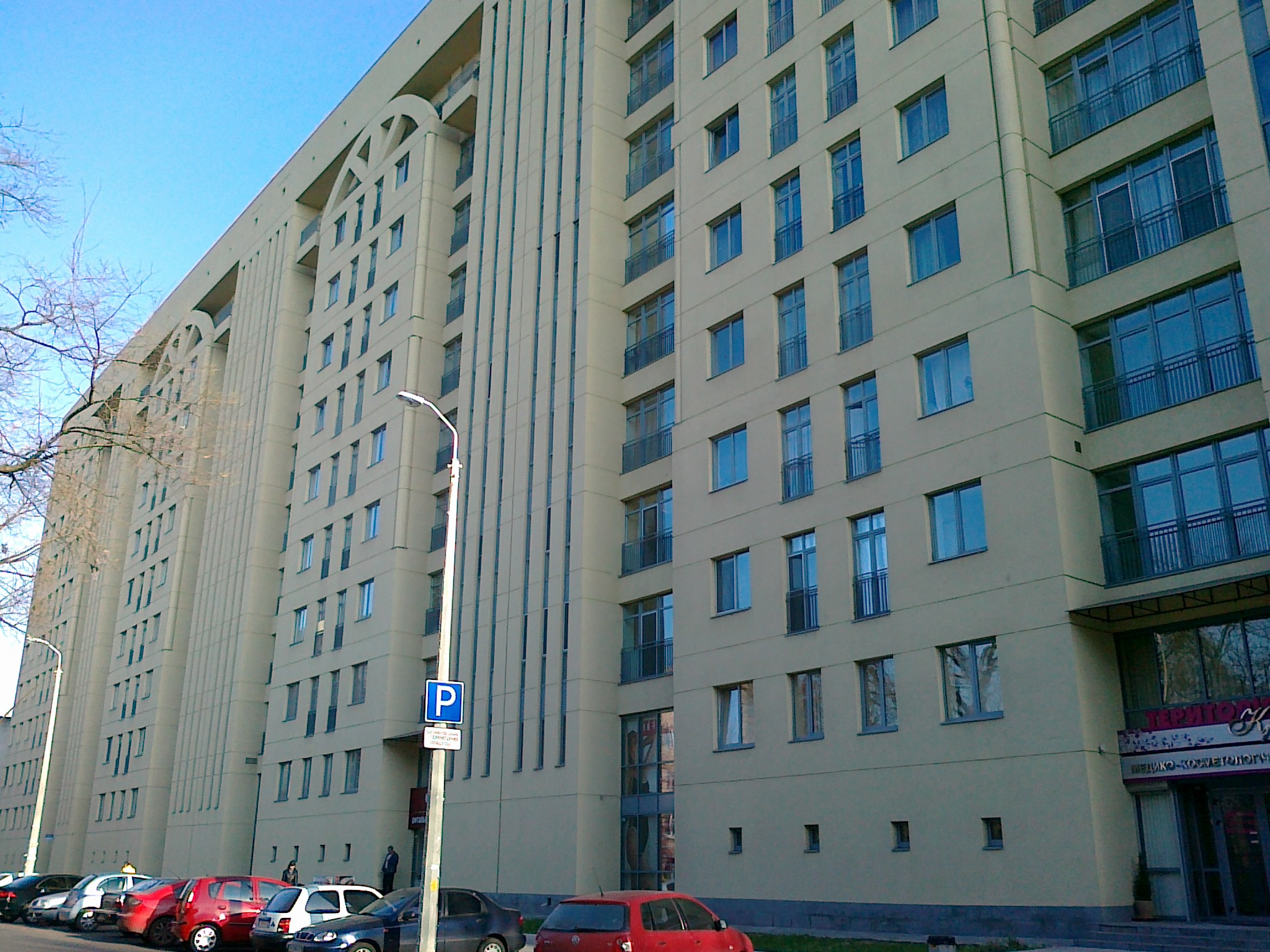
Багатоповерхівка на вулиці Левка Лук'яненка, 21

- проспект Дмитра Яворницького,
- вулиця Шевченка,
- вулиця Паторжинського,
- вулиця Архітектора Олега Петрова,
- вулиця Гусенка.

## Будівлі
- № 2е — Нова пошта № 36;
- № 6а — Гуртожиток № 2 Механічного факультету ПДАБА;
- № 7 — ДАІ Соборного района міста Дніпро;
- № 9 — Будівля колишньої жіночої консультації (до початку 2000-х років);
- № 10 — Середня школа № 71;
- № 18 — житловий комплекс «Жукоffський»;
- № 39-41 — Управління праці та соціального захисту населення Соборної районної ради